# Mistrzostwa Afryki w Piłce Siatkowej Mężczyzn 1979
Mistrzostwa Afryki w Piłce Siatkowej Mężczyzn 1979 – czwarta edycja mistrzostw Afryki w piłce siatkowej mężczyzn, która odbyła się w Trypolisie w Libii. W mistrzostwach brało udział pięć reprezentacji. Reprezentacja Tunezji zdobyła swoje trzecie mistrzostwo Afryki w historii. Na mistrzostwach zadebiutowała reprezentacja Nigerii. Pierwszy swój medal zdobyła reprezentacja Libii, a drugi reprezentacja Madagaskaru.

## Klasyfikacja końcowa
| Miejsce | Reprezentacja |
| ------- | ------------- |
| 1.      | Tunezja       |
| 2.      | Libia         |
| 3.      | Madagaskar    |
| 4.      | Senegal       |
| 5.      | Nigeria       |